# Ludwig Trepte
Ludwig Trepte (nacido el 17 de mayo de 1988 en Berlín Este) es un actor de cine y televisión alemán mejor conocido internacionalmente por su papel principal como Viktor Goldstein en Hijos del Tercer Reich (2013) y por su papel destacado como Alex Edel en la miniserie alemana Deutschland 83 (2015).

## Vida y carrera de actuación
Su padre es Stephan Trepte, que formó parte del grupo de rock de Alemania Oriental Lift. No recibió entrenamiento formal en teatro y comenzó su carrera como actor a la edad de doce años cuando apareció en la miniserie de televisión alemana Beim nächsten Coup wird alles anders (2001).
Trepte está casado y vive en Berlín con su esposa Deborah, que trabaja en una agencia de relaciones públicas de la película, y su hija, nacida en 2011.